# Veikko Huhtanen
Veikko Aarne Aleks Huhtanen, född 5 juni 1919, död 29 januari 1976, var en finländsk gymnast och trefaldig olympisk guldmedaljör.

## Karriär
Vid olympiska sommarspelen 1948 i London tog Huhtanen totalt fem medaljer, varav tre guld, ett silver och ett brons. I bygelhäst tog han delat guld tillsammans med landsmännen Paavo Aaltonen och Heikki Savolainen. Huhtanen tog även guld i individuell mångkamp och lagmångkamp samt silver i barr och brons i räck. 
Vid VM 1950 i Basel tog Huhtanen silver i räck samt var en del av Finlands lag som tog silver i lagmångkamp.